# Don't Box Me In
Don't Box Me In è un singolo del batterista e compositore statunitense Stewart Copeland e del cantautore statunitense Stan Ridgway, pubblicato nel 1983 come unico estratto dalla colonna sonora del film Rusty il selvaggio.

## Video musicale
Il videoclip del brano è completamente in bianco e nero.